# Logh
Logh – szwedzki zespół grający alternatywną odmianę rocka. Grupa pochodzi z Lund. Płyty zespołu wydaje wytwórnia muzyczna Bad Taste Records.

## Dyskografia
- Every Time a Bell Rings an Angel Gets His Wings (2002)
- The Raging Sun (2003)
- Ghosts 7" (2003)
- Contractor and the Assassin EP (2003)
- An Alliance Of Hearts CD Singel (2004)
- The Bones Of Generations CD Singel (2004)
- A Sunset Panorama (2005)
- North (2007)
- Saturday Nightmares CD Singel (2007)